# Cristina Saralegui

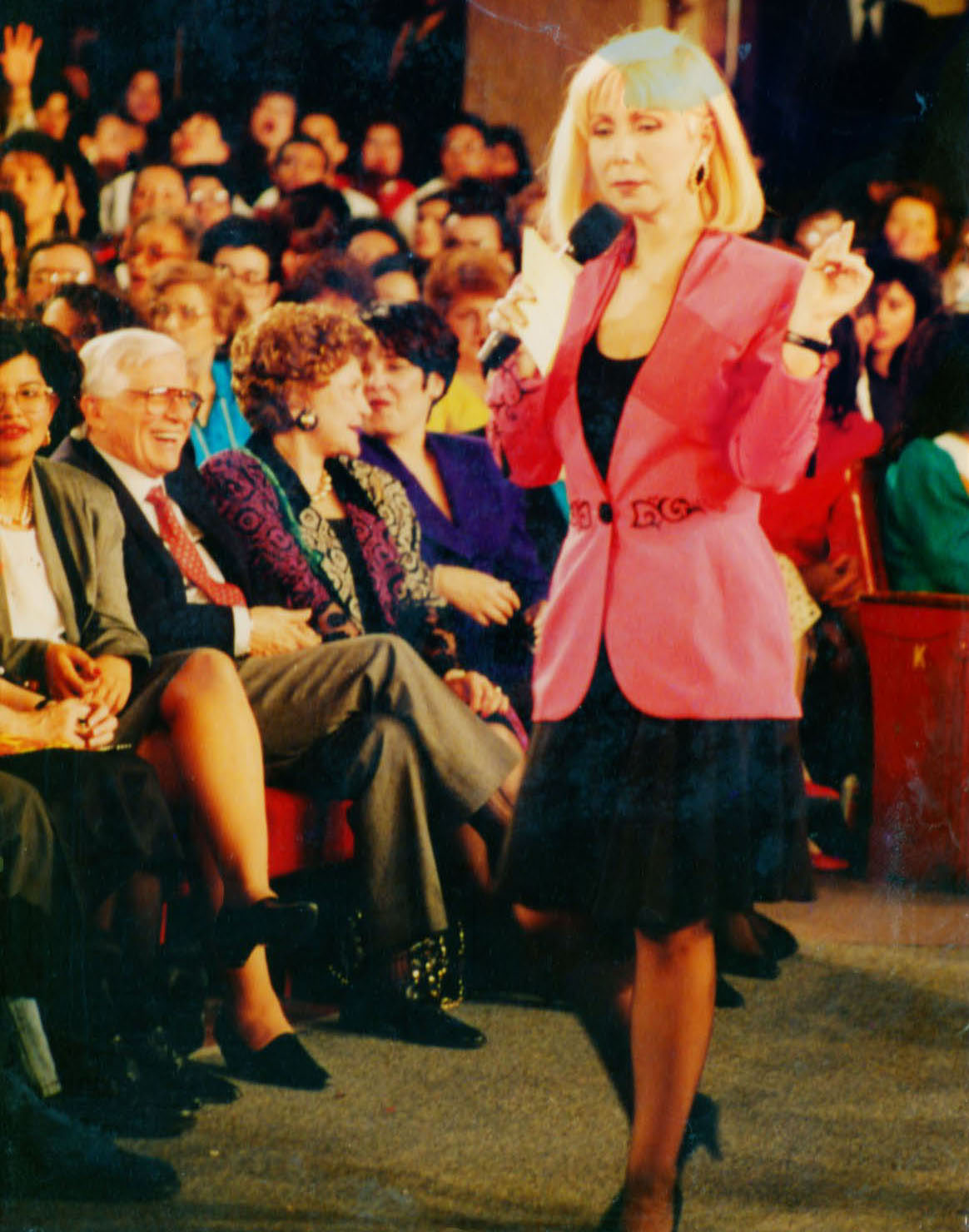
Cristina Saralegui

Cristina María Saralegui de Ávila (La Habana, 29 de enero de 1948) es una periodista y presentadora de televisión cubanoestadounidense, y vinculada a la cadena de habla hispana Univision. Es conocida por su programa de entrevistas y de debate El show de Cristina, basado en entrevistas a artistas y deportistas. Así como problemas sociales como drogas, alcoholismo y diversos temas como ciencia, religión y hechos polémicos, entre otros. Su labor en los medios de comunicación le ganó el sobrenombre de la Oprah hispana. En 1989, Cristina Saralegui debutó como conductora y productora ejecutiva de El show de Cristina en Univision. El programa se convirtió en un éxito televisivo y estuvo al aire durante veintiún años. En 2014, la conductora se encontraba en la promoción de su libro ¡Pa'rriba y pa'lante!

## Biografía
Cristina María Saralegui Santamarina nació en el barrio de Miramar, La Habana, Cuba, hija de Francisco René Saralegui Álvarez y de María Cristina de las Nieves Santamarina Díaz. Es de ascendencia vasca por parte de su padre: su abuelo paterno, Francisco Saralegui Arizubieta, era de Lizarza, Guipúzcoa, y su abuela paterna, Amalia Álvarez Cuesta, de Gijón, Asturias. Sus abuelos maternos eran José Santamarina y Águeda Díaz. Es la mayor de cinco hermanos: Vicky, Patxi, María Eugenia e Iñaki.
En 1960, poco después de que Fidel Castro tomó el poder en Cuba, emigró con su familia a Miami teniendo apenas doce años de edad. La familia se radicó en Cayo Vizcaíno, donde Saralegui continuó sus estudios. Luego de graduarse de la Academy of the Assumption, en 1966, comenzó estudios en la Universidad de Miami.
Divorciada de su primer esposo, Tony Menéndez, con quien tuvo a su hija Cristina Amalia (Titi), en 1982, contrajo matrimonio con Marcos Ávila, padre de Stephanie, y tuvieron en común un hijo: Jon Marcos.
En 1989, Cristina Saralegui debutó como conductora y productora ejecutiva de El show de Cristina en Univision. El programa se convirtió en un éxito televisivo y estuvo al aire durante veintiún años.  
En 2014, la conductora se encontraba en la promoción de su libro ¡Pa’rriba y pa’lante! Mis secretos para triunfar en tu carrera, tu relación y tu vida, en el que da a conocer cómo fue su vida tras ser despedida por Univision en 2010.
En el libro, Cristina también reveló los difíciles momentos que enfrentó al conocer que su hijo de diecinueve años, Jon Marcos, padecía bipolaridad. Su hijo, dijo Cristina, incluso pensó en quitarse la vida. La conductora también revela que acudió a terapia psicológica a lado de su hijo.
La periodista que ha sido reconocida como una de los más populares e influyentes ejemplos para las mujeres hispanas. La revista Time la eligió como una de los veinticinco hispanos más Influyentes en los Estados Unidos. El programa de televisión El show de Cristina, presentado en la cadena Univision por la conocida periodista cubana Cristina Saralegui, de sesenta y dos años, se despidió en 2010 tras más de dos décadas en antena.
Veinte años en la revista Cosmopolitan fueron el trampolín para que Saralegui diera el salto a la televisión, quien desde 1989 entretuvo a la audiencia latina de los Estados Unidos con un programa de entrevistas por el que pasaron los personajes más populares de cada momento.
Para el último programa, Saralegui tuvo como invitados especiales a Emilio y Gloria Estefan.
Por El show de Cristina, pasaron estrellas como Don Francisco, Celia Cruz, Rocío Dúrcal, Isabel Pantoja, Julio Iglesias y Camilo Sesto, así como Shakira, Ricky Martin, Jennifer López, Enrique Iglesias y Selena Quintanilla.

## Inicios en publicaciones
En 1973 recibió una beca de la revista Vanidades. Eventualmente trabajó como editora de la revista Cosmopolitan en español y fue conductora de esta edición en español durante la década de los ochenta. Ante más de cuatrocientos ejecutivos de la televisión, Saralegui obtuvo el primer premio que las corporaciones Mutichannel News y Broadcasting & Cable presentan en conjunto. En 2005, Saralegui fue la única hispana en recibir el reconocimiento que anteriormente solo entregaba Broadcasting & Cable, la cual ha honrado a figuras destacadas dentro de la radio y televisión de los Estados Unidos, como Barbara Walters, Walter Cronkite y Johnny Carson. «Nos emociona presentar este honor a Cristina», expresó Larry Dunn el editor del grupo multicorporativo. Ganadora de doce premios Emmy y considerada por la revista Time entre los veinticinco latinos más influyentes, Saralegui retornará como productora ejecutiva y conductora reviviendo lo que hizo por más de dos décadas con la cadena Univision.

## Cristina de noche
Tuvo por algunos años un espectáculo en vivo en inglés (traducido al español, ya que era producido en Miami) con el título Cristina y que luego pasaría a ser Cristina de noche. Grandes estrellas del espectáculo, amigos y familiares, toda una generación que creció viendo el programa se reúne no para decir un «adiós», sino un «hasta pronto» a Cristina Saralegui, la periodista, la mujer, empresaria, la activista, la madre y amiga que por dos décadas y más de tres mil horas de programas que fueron transmitidas a más de cien millones de hogares en todo el mundo, se atrevió a mostrar al mundo temas humanos, controversiales, tabú, divertidos que la llevaron a ganarse el respeto, cariño y admiración del público y sus compañeros periodistas y artistas. Reconocida como una de las mujeres más importantes de la televisión por la revista Time, pionera de los programas de entrevistas y ganadora de doce Emmy, Cristina recibió en su casa a grandes figuras del mundo del entretenimiento que vinieron a compartir con ella esta gran noche celebrando veintiún años de un legado que quedará en la historia. El show de Cristina, el programa #1 de la televisión de habla hispana de Estados Unidos, se convirtió primero en las tardes y luego los lunes a las 10:00 p. m. en la cita obligada de la familia. Un programa que mostró al mundo una visión más humana de las vidas de personas comunes y de los famosos. Invitados especiales, amigos y colegas compartieron con el público anécdotas muy especiales de Cristina. Recuerdos inolvidables y momentos compartidos a lo largo de estos veintiún años. Lágrimas, risas, alegrías y el saber que estaban frente a una mujer que sin dejar de ser la periodista, nunca dejó de ser una amiga y gran ser humano.

## Actuación
Saralegui debutó como actriz en The Taina show. En 1992 actuó en el programa de humor Cheverísimo, de la cadena Venevisión, en el segmento «Vitrina» junto a Nelly Pujols. En 2001 actúa como la tía Cristina López en la telenovela Pasiones. Tiene su propia estrella en el Paseo de la fama de Hollywood, en el número 7060 de Hollywood Boulevard, en conmemoración de su carrera en televisión y en actuación. 
Saralegui está unida en matrimonio con Marcos Ávila, exmiembro de la conocida banda Miami Sound Machine. Saralegui permaneció bajo contrato con Univision hasta diciembre de 2010, la conductora jamás volvió a la cadena.

### Filmografía como actriz
- Cheverísimo (1993)
- Te sigo amando (1996)
- Pasiones (2001)
- Taina (2001)
- George Lopez Show (2002)

## Labor comunitaria
Además de su carrera como presentadora de un programa de entrevistas ganador de doce premios Emmy y de ser jefa ejecutiva de una marca de medios y negocios, Cristina también dedica parte de su tiempo a una larga lista de causas sociales. Junto con su esposo, Marcos Ávila, fundó Arriba la Vida/Up with Life Foundation, en 1996, una fundación privada dedicada a alertar y educar a los hispanos sobre los peligros del sida, en la que también se analizan otras implicaciones de dicha enfermedad en las vidas de numerosos hispanos alrededor del mundo.